# Трагедія Норд-Осту
Терористичний акт на Дубровці (або Норд-Ост) — захоплення заручників в театральному центрі на Дубровці в Москві, Росія, яке розпочалося 23 жовтня 2002 року і тривало до 26 жовтня 2002 року, під час якого, згідно з офіційною версією, 40 чеченських бойовиків на чолі з Мовсаром Бараєвим захопили близько 900 заручників з числа глядачів мюзиклу «Норд-Ост» і працівників театрального центру.
Керівництво Росії на чолі з президентом Путіним відмовилося вести перемовини про умови визволення заручників. Унаслідок так званої «антитерористичної операції» спецслужб Росії були застрелені всі терористи (за деякими даними, деяким з них вдалося втекти), але і також отруєні невідомим газом 130 заручників (174 за ствердженням громадської організації «Норд-Ост»). Наказ про штурм віддав особисто президент Російської Федерації Володимир Путін.
Необхідність штурму, ціль використання та формула отруйного газу досі лишаються засекреченими російською владою. Остаточна кількість загиблих і роль правоохоронних органів у визволенні та загибелі заручників залишаються нерозкритою та суперечливою темою в російському суспільстві.
Критики путінського режиму, спираючись на факти та докази[які?], стверджують, що теракт був організований російською спецслужбою ФСБ. До нападу на «Crocus City Hall» захоплення заручників на Дубровці вважалося найкрупнішим терактом в Москві, а також другим (поряд з терактом в Будьонновську у 1995 році) за кількістю жертв у сучасній Росії, поступаючись лише захопленню заручників у школі в Беслані у 2004 році. На думку російської влади, метою теракту було порушення національної безпеки, залякування населення і надання впливу на органи влади Російської Федерації задля ухвалення рішення щодо виведення російських військ з Чеченської Республіки.

## Організація теракту

### Планування

#### За російською версією
На думку ФСБ, влітку 2002 року на території Чечні в штабі Аслана Масхадова відбулася нарада, на якій було ухвалено рішення про проведення в Москві масштабної терористичної акції з захопленням заручників, схожу на захоплення лікарні в Будьонновську у 1995 році. Безпосередньо організатором акції було призначено Руслана Ельмурзаєва, відомого як «Абубакар» — начальника служби економічної системи і фактичного власника «Прима-банку», його помічником — Асланбека Хасханова. Командиром диверсійно-терористичної групи було призначено племінника убитого у 2001 році Арбі Бараєва, одного з керівників Ісламського полку особливого призначення Мовсара Бараєва.
На думку ФСБ, з метою відволікти увагу російських спецслужб від особи Мовсара Бараєва, його група не влаштовувала жодних акцій проти федеральних сил, також була запроваджена акція з дезінформації, в ході якої було заявлено, що Бараєв отримав важке поранення і поїхав на лікування в Азербайджан, або навіть загинув в результаті бойовий дій. Результатом цієї дезінформації стала заява 12 жовтня заступника керівника Об'єднаного угрупування військ в Чечні про ліквідацію Мовсара Бараєва 10 жовтня в районі населеного пункту Комсомольське в результаті ракетно-бомбових ударів.
На думку ФСБ, в ході підготовки до проведення терористичної операції була визначена форма акції — захоплення декількох сотень заручників в окремій будівлі під час культурно-масового заходу і підрив начинених вибухівкою автомобілів в місцях масового скупчення цивільних осіб. У захопленні мали брати участь близько 50 озброєних бойовиків, половину з яких мали скласти жінки-смертниці. За дорученнями Шаміля Басаєва, відповідальною за вербування жінок у загін смертниць, їхнє проживання, а також для вибору місця для проведення теракту була призначена Єсира Віталієва, яка була поварихою в його загоні. За доставку зброї і бойовиків, а також їхнє розміщення і рух Москвою відповідали Руслан Ельмурзаєв і Асланбек Хасханов. Спершу акцію було призначено на 7 листопада 2002 року — День згоди та примирення.

#### За чеченською версією
За деякими версіями, теракт був спланований ФСБ. Незадовго до захоплення заручників на Дубровці планувалося провести перемовини Путіна та Масхадова. Однак російська влада, якій було вигідне продовження війни, спланувала теракт, аби демонізувати та дискредитувати чеченців та Аслана Масхадова перед світовим суспільством, виправдати війну як «боротьбу з тероризмом, який загрожує світу» та виправдати небажання їти на перемовини. Це може підтвердити інформація про затримання Мовсара Бараєва російськими спецслужбами за деякий час до теракту і те, що деякі жінки-терористки перебували у російських в'язницях незадовго до теракту.
Важливою деталлю є те, що так звана заява Масхадова про бажання провести в Москві масштабну терористичну операцію була вирізана з оригінальної стрічки, в якій він говорить про операцію проти федеральних військ, а не про захоплення заручників, а операцією «Джихад» називає битву за Грозний 1996 року.

### Підготовка до теракту

#### Зброя
Доставка зброї в Москву почалася практично відразу після ухвалення рішення про проведення теракту. Основна частина зброї перевозилася в КамАЗі під вантажем яблук, але дорогою вантажівка зламалася. Перевантажити зброю в іншу вантажівку було неможливо, тому Ельмурзаєв дав команду перевезти зброю в багажниках легкових автомобілів «Жигулі», прикривши вантаж яблуками. Вантаж зброї складався з 20 автоматів Калашникова, 18 пістолетів Макарова і Стєчкіна, декілька сотень кілограмів пластиту, більше 100 гранат. Зброя і вибухівка були доставлені в підмосковне селище Чорне Балашихинського району, де з квітня 2002 року в будинку № 100 проживав Хампаш Собралієв. Частина пластиту пішла на виготовлення вибухових пристроїв, обладнаних під пояси смертників.
Руслан Ельмурзаєв у серпні 2002 року взяв два кредита в Прима-банку на загальну суму близько 40 тисяч доларів США. Основна частина суми пішла на купівлю двох мікроавтобусів «Форд Транзит» і «Фольксваґен Каравела». Також у серпні Ельмурзаєв і Хасханов в районі станції метро «Пушкінська» зустрілися з проживаючим з 1994 року в Москві Ах'ядом Межиєвим, якого було завербовано ними у лютому 2002 року в Інгушетії. Під час зустрічі Межиєву було доручено купити за приватними повідомленнями два автомобіля «ВАЗ-2106» і «ВАЗ-2108» і мобільні телефони. Також за вимогою Хасханова, Межиєв разом зі своїм братом Аліханом орендували гараж на Огородному проїзді, 20-А. Згодом тут буде влаштовано склад зброї і вибухівки.
На початку жовтня з Інгушетії в Москву на КамАЗі, навантаженому кавунами, було доставлено вибухові пристрої великої потужності, перероблені в Чечні з артилерійських 152-міліметрових снарядів і замаскованих в повітряних балонах гальмівної системи КамАЗу, так званих ресиверах. Задля конспірації вантажівка зробила зупинку в районі перетину МКАД з Варшавським шосе, де вночі «повітряні балони» були зняті з вантажівки і перевантажені в автомобіль «ВАЗ-2109» Межиєва, який доставив їх в гараж на вулицю Академіка Пілюгіна.

#### Терористи
Для виконання теракту були відібрані 21 чоловік і 20 жінок. Вік смертників складав від 16 до 48 років, більшості було від 20 до 23 років. Для забезпечення жінок житлом Єсира Віталієва, використовуючи підробний паспорт на ім'я Хави Ербієвої, через агентство нерухомості «Каліта-Град» уклала договір оренди трьох квартир на жовтень за адресами: Воронцовська вулиця, будинок 22; Фестивальна вулиця, будинок 15; Елеваторна вулиця, будинок 4, корпус 1. Таким же чином були відібрані і квартири для проживання чоловічої частини групи. Ельмурзаєв використовував для проживання квартиру на Елеваторній вулиці, мав підробні документи на імена Фуада Хунова і Алі Алієва. Мовсар Бараєв, використовуючи паспорт на ім'я Шамільхажи Ахматханова, жив в квартирі на Вєєрній вулиці, будинок 30, корпус 2.
Члени групи добиралися в російську столицю в різний час невеликими групами і різними шляхами, але більша частина з них прибула в Москву за декілька днів до теракту на автобусі з Хасав'юрту. Деякі жінки летіли до місця теракту літаком з Інгушетії. Командир групи Мовсар Бараєв прибув на Казанський вокзал Москви 14 жовтня 2002 року потягом № 3 у супроводі двох бойовиків — Алхазурова і Баттаєва.
Прибувши до столиці, терористи розосередилися по квартирам по 4-5 людей в кожній. Зброя, боєприпаси і вибухівка, частина яких зберігалися на Огородному проїзді, а частина — в селищі Чорне, також були розосереджені по декільком квартирам в Москві.
Журналістка Юлія Юзік у своїй книзі «Наречені Аллаха» зазначала, що жінок в Чечні активно вербували у загін терористів. Їм обіцяли гроші і вихід з місця проведення теракту. Багатьох заманили оманним шляхом — вони не знали, куди саме їдуть.
| Склад групи, яка захопила заручників в Театральному центрі на Дубровці в Москві | Склад групи, яка захопила заручників в Театральному центрі на Дубровці в Москві | Склад групи, яка захопила заручників в Театральному центрі на Дубровці в Москві | Склад групи, яка захопила заручників в Театральному центрі на Дубровці в Москві | Склад групи, яка захопила заручників в Театральному центрі на Дубровці в Москві | Склад групи, яка захопила заручників в Театральному центрі на Дубровці в Москві                 |
|                                                                                 | Ім'я                                                                            | Дата народження                                                                 | Місце народження                                                                | Прізвисько                                                                      | Статус                                                                                          |
| ------------------------------------------------------------------------------- | ------------------------------------------------------------------------------- | ------------------------------------------------------------------------------- | ------------------------------------------------------------------------------- | ------------------------------------------------------------------------------- | ----------------------------------------------------------------------------------------------- |
| 1                                                                               | Ельмурзаєв Руслан Абухасанович                                                  | 15.06.1973                                                                      | ЧІАРСР                                                                          | «Абу-Бакар»                                                                     | Убитий 26 жовтня 2002 року в Театральному центрі на Дубровці (за деякими даними — зуміг втекти) |
| 2                                                                               | Сулейманов (Бараєв) Мовсар Бухарієвич                                           | 26.10.1979                                                                      | ЧІАРСР                                                                          |                                                                                 | Убитий 26 жовтня 2002 року в Театральному центрі на Дубровці                                    |
| 3                                                                               | Байхатов Арсен Нажмудинович                                                     | 16.02.1981                                                                      | Дагестанська АРСР                                                               |                                                                                 | Убитий 26 жовтня 2002 року в Театральному центрі на Дубровці                                    |
| 4                                                                               | Байхатов Рашид Саватдієвич                                                      | 16.01.1982                                                                      | Дагестанська АРСР                                                               |                                                                                 | Убитий 26 жовтня 2002 року в Театральному центрі на Дубровці                                    |
| 5                                                                               | Адилсултанов Муслім Салманович                                                  | 01.05.1981                                                                      | Дагестанська АРСР                                                               |                                                                                 | Убитий 26 жовтня 2002 року в Театральному центрі на Дубровці                                    |
| 6                                                                               | Алієва Секілат (Зара) Увайсівна                                                 | 02.01.1977                                                                      | с. Самсонівка, Тувалинський район Джамбульської області, Казахська РСР          |                                                                                 | Убита 26 жовтня 2002 року в Театральному центрі на Дубровці                                     |
| 7                                                                               | Юпаєва Заїра Баширівна                                                          | 17.05.1978                                                                      | ЧІАРСР                                                                          |                                                                                 | Убита 26 жовтня 2002 року в Театральному центрі на Дубровці                                     |
| 8                                                                               | Курбанова Райман Хасанівна                                                      | 19.02.1964                                                                      | ЧІАРСР                                                                          |                                                                                 | Убита 26 жовтня 2002 року в Театральному центрі на Дубровці                                     |
| 9                                                                               | Тагіров Леча Гапурович                                                          | 20.7.1954                                                                       | с. Тастак, Алма-Атинський район Алма-Атинської області, Казахська РСР           |                                                                                 | Убитий 26 жовтня 2002 року в Театральному центрі на Дубровці                                    |
| 10                                                                              | Хаджиєва Айман Вагетівна                                                        | 26.7.1974                                                                       | ЧІАРСР                                                                          |                                                                                 | Убита 26 жовтня 2002 року в Театральному центрі на Дубровці                                     |
| 11                                                                              | Хаджиєва Коку Вагетівна                                                         | 09.04.1976                                                                      | с. Кимкіно, Ростовська область, РРФСР                                           |                                                                                 | Убита 26 жовтня 2002 року в Театральному центрі на Дубровці                                     |
| 12                                                                              | Хусаїнов Расул Сайдамінович                                                     | 15.12.1976                                                                      | с. Нижня Омра, Троїцько-Печорський район, Комі АРСР                             |                                                                                 | Убитий 26 жовтня 2002 року в Театральному центрі на Дубровці                                    |
| 13                                                                              | Біциєва Зура Резванівна                                                         | 23.4.1980                                                                       | ЧІАРСР                                                                          |                                                                                 | Убита 26 жовтня 2002 року в Театральному центрі на Дубровці                                     |
| 14                                                                              | Ганієва Хадчат Сулумбеківна                                                     | 01.04.1986                                                                      | ЧІАРСР                                                                          |                                                                                 | Убита 26 жовтня 2002 року в Театральному центрі на Дубровці                                     |
| 15                                                                              | Ганієва Фатіма Сулумбеківна                                                     | 01.11.1975                                                                      | ЧІАРСР                                                                          |                                                                                 | Убита 26 жовтня 2002 року в Театральному центрі на Дубровці                                     |
| 16                                                                              | Гішлуркаєва Асет Вахидівна                                                      | 15.08.1973                                                                      | ЧІАРСР                                                                          |                                                                                 | Убита 26 жовтня 2002 року в Театральному центрі на Дубровці                                     |
| 17                                                                              | Мутаєва Маліжа Даудівна                                                         | 03.10.1971                                                                      | ЧІАРСР                                                                          |                                                                                 | Убита 26 жовтня 2002 року в Театральному центрі на Дубровці                                     |
| 18                                                                              | Байракова Зарета Долхаївна                                                      | 30.04.1976                                                                      | ЧІАРСР                                                                          |                                                                                 | Убита 26 жовтня 2002 року в Театральному центрі на Дубровці                                     |
| 19                                                                              | Дугаєва Мадіна Мовсарівна                                                       | 13.01.1978                                                                      | ЧІАРСР                                                                          |                                                                                 | Убита 26 жовтня 2002 року в Театральному центрі на Дубровці (за іншими даними — зуміла втекти)  |
| 20                                                                              | Татаєв Усман Алаудінович                                                        | 26.4.1979                                                                       | ЧІАРСР                                                                          |                                                                                 | Убитий 26 жовтня 2002 року в Театральному центрі на Дубровці                                    |
| 21                                                                              | Шидаєв Магомед Абуязидович                                                      | 16.06.1975                                                                      | ЧІАРСР                                                                          |                                                                                 | Убитий 26 жовтня 2002 року в Театральному центрі на Дубровці                                    |
| 22                                                                              | Абдулшейхов Арсланбек Алімпашаєвич                                              | 05.04.1967                                                                      | Дагестанська АРСР                                                               |                                                                                 | Убитий 26 жовтня 2002 року в Театральному центрі на Дубровці                                    |
| 23                                                                              | Ельмурзаєва Седа Сейтхамзатівна                                                 | 03.04.1984                                                                      | ЧІАРСР                                                                          |                                                                                 | Убита 26 жовтня 2002 року в Театральному центрі на Дубровці                                     |
| 24                                                                              | Ахметов Ахмед Мумадієвич                                                        | 06.09.1983                                                                      | ЧІАРСР                                                                          |                                                                                 | Убитий 26 жовтня 2002 року в Театральному центрі на Дубровці                                    |
| 25                                                                              | Бімурзаєв Магомед Емін Саіданович                                               | 22.03.1979                                                                      | ЧІАРСР                                                                          |                                                                                 | Убитий 26 жовтня 2002 року в Театральному центрі на Дубровці                                    |
| 26                                                                              | Хусейнова Ліана Мусаївна                                                        | 31.10.1979                                                                      | ЧІАРСР                                                                          |                                                                                 | Убита 26 жовтня 2002 року в Театральному центрі на Дубровці                                     |
| 27                                                                              | Хаджиєва Мар'ям Бувайсарівна                                                    | 20.06.1980                                                                      | Джамбульська область, Казахська РСР                                             |                                                                                 | Убита 26 жовтня 2002 року в Театральному центрі на Дубровці                                     |
| 28                                                                              | Бісултанова Маріна Небіюллаївна                                                 | 21.12.1983                                                                      | ЧІАРСР                                                                          |                                                                                 | Убита 26 жовтня 2002 року в Театральному центрі на Дубровці                                     |
| 29                                                                              | Віталієва Єсира Хамідівна                                                       | 19.03.1960                                                                      | ЧІАРСР                                                                          |                                                                                 | Убита 26 жовтня 2002 року в Театральному центрі на Дубровці (за іншими даними — зуміла втекти)  |
| 30                                                                              | Бакуєва Луїза Алавдинівна                                                       | 02.08.1968                                                                      | ЧІАРСР                                                                          |                                                                                 | Убита 26 жовтня 2002 року в Театральному центрі на Дубровці                                     |
| 31                                                                              | Хасханов Расул Абдуллаєвич                                                      | 19.01.1978                                                                      | ЧІАРСР                                                                          |                                                                                 | Убитий 26 жовтня 2002 року в Театральному центрі на Дубровці                                    |
| 32                                                                              | Тушаєва Амінат Хамзатівна                                                       | 28.10.1984                                                                      | ЧІАРСР                                                                          |                                                                                 | Убита 26 жовтня 2002 року в Театральному центрі на Дубровці                                     |
| 33                                                                              | Саїдов Артур Ійсаєвич                                                           | 1985                                                                            | ЧІАРСР                                                                          |                                                                                 | Убитий 26 жовтня 2002 року в Театральному центрі на Дубровці                                    |
| 34                                                                              | Джабраїлов Салгір Ісаєвич                                                       | 05.01.1976                                                                      | ЧІАРСР                                                                          |                                                                                 | Убитий 26 жовтня 2002 року в Театральному центрі на Дубровці                                    |
| 35                                                                              | Хамзатов Турпала Камієвич                                                       | 05.09.1978                                                                      | ЧІАРСР                                                                          |                                                                                 | Убитий 26 жовтня 2002 року в Театральному центрі на Дубровці                                    |
| 36                                                                              | Хасханов Асланбек Лемаєвич                                                      | 1974                                                                            | ЧІАРСР                                                                          |                                                                                 | Убитий 26 жовтня 2002 року в Театральному центрі на Дубровці                                    |
| 37                                                                              | Бараєва (Маршугова) Зура (Мар'ям)                                               |                                                                                 |                                                                                 |                                                                                 | Убита 26 жовтня 2002 року в Театральному центрі на Дубровці (за іншими даними — зуміла втекти)  |
| 38                                                                              | Не упізнаний                                                                    |                                                                                 |                                                                                 | «Ясир»                                                                          | Убитий 26 жовтня 2002 року в Театральному центрі на Дубровці (за деякими даними — зумів втекти) |
| 39                                                                              | Не упізнана                                                                     |                                                                                 |                                                                                 |                                                                                 | Убита 26 жовтня 2002 року в Театральному центрі на Дубровці (за деякими даними — зуміла втекти) |
| 40                                                                              | Не упізнаний                                                                    |                                                                                 |                                                                                 |                                                                                 | Убитий 26 жовтня 2002 року в Театральному центрі на Дубровці                                    |

#### Місце теракту
Обираючи місце проведення теракту, організатори ставили головною метою безперешкодний контроль над якомога більшою кількістю людей в одному приміщенні. Для цього краще за все підходили концертні зали та театри. Після довгого відбору терористи зупинилися на трьох точках: Московський палац молоді, Театральний центр на Дубровці, де йшов мюзикл «Норд-Ост», і Московський державний театр естради з мюзиклом «Чикаго». Єсира Віталієва під виглядом поціновувачки мюзиклів разом зі спільником або спільницею пройшлася з відеокамерою по всім вищезгаданим місцям. Її задачею було розвідати систему охорони, розташування внутрішніх приміщень, підходи до будівлі. Згодом Ельмурзаєв ухвалив рішення організувати захоплення заручників в будівлі Театрального центру на Дубровці, який знаходився неподалік центру Москви, мав великий глядацький зал і малу кількість інших приміщень.

### Теракт біля ресторану «Макдоналдс» 19 жовтня
За організацію вибухів замінованих автомобілів відповідав Асланбек Хасханов. Для виконання терористичної акції в одному з техцентрів з ремонту автомобілів, в бензобаки ставилася перегородка, яка ділила бак на дві частини — в одну частину заливався бензин, а в іншу — вибухівка. Коли машини були підготовлені, було вирішено, що спочатку відбудуться вибухи, а потім — захоплення заручників. 18 жовтня відбувся останній збір усіх учасників операції в квартирі Ельмурзаєва. Були обрані місця для проведення терактів:
- Концертна зала імені Чайковського — «ВАЗ-2108», що був куплений Ах'ядом Межиєвим у серпні-вересні.
- Державна Дума — «ВАЗ-2106», що був куплений Ах'ядом Межиєвим у серпні-вересні.
- Ресторан «Макдоналдс» на вулиці Покришкіна — «Таврія», що була куплена, за деякими даними, тим же Межиєвим.

Того ж дня, 18 жовтня 2002 року, Аслан Масхадов дав інтерв'ю французькому агентству Франс-Прес, у якому заявив про активізацію своїх зв'язків з головними лідерами чеченців, такими як Шаміль Басаєв, Мовладі Удугов, Зелімхан Яндарбієв. Також він заявив про підготовку так званої «виключної операції», однак які-небудь її деталі розголошувати відмовився.
Для теракту біля «Макдоналдсу» використовувався забезпечений годинниковим механізмом вибуховий пристрій, виготовлений на основі 152-міліметрового артилерійського снаряду і посилене примотаними до нього ізолентою уражаючими елементами (кульками, роликами, шматками дроту). Часом вибуху було обрано 19:00 19 жовтня, коли ресторан наповнювався великою кількістю людей, які прийшли туди після завершення робочого дня. Однак за невстановленою причиною, механізм бомби спрацював раніше, і о 13:10 «Таврія» вибухнула, вбивши 17-річного підлітка.
Два інших замінованих автомобілів так і не вибухнули — за деякими даними, через те, що вибухівка, яка використовувалася у вибуховому пристрої, були навчальною і не спрацювала у встановлений час. У інший день Хасханов відігнав обидва автомобілі на Звенигородську вулицю, витягнувши з них вибухові пристрої. Автомобілі були виявлені співробітниками правоохоронних органів у січні 2003 року. Сам Хасханов 20 жовтня втік з Москви в Інгушетію.

### Невдалі самопідриви смертниць
За декілька годин до захоплення Театрального центру, Абубакар (Руслан Ельмурзаєв) зустрівся з Межиєвим біля казино «Кристал» неподалік театрального центру на Дубровці, прибувши на зустріч на червоному «Форд-Транзиті», який пізніше використовували для доставки терористів до ДК. Далі версії різняться.
За версією Аліхана Межиєва, Ельмурзаєв попросив його знайти місце для ночівлі для своїх родичок, які приїхали з Чечні. Межиєв посадив їх в свій автомобіль і повіз додому до свого приятеля Аслана Мурдалова. Через деякий час після цього, коли автомобіль Межиєва стояв в заторі на Охотному ряді, по радіо повідомили про захоплення театрального центру. Почувши це, пасажирки занервували і попросили його зупинитися біля найближчої станції метро. Біля «Бібліотеки імені Леніна» жінки, показавши «пояси шахидів», повідомили, що збираються підірватися в метро. Однак Межиєв не дозволив їм цього зробити, і відвіз жінок додому до Мурдалова, де вони були роззброєні, а наступного дня він відвіз жінок на Курський вокзал. Там вони придбали квитки до Назрані і поїхали.
За іншою версією, Ельмурзаєв наказав Межиєву відвести жінок в людне місце, щоб там вони підірвали себе і тим самим відволікли увагу правоохоронних органів від захоплення ДК. Межиєв посадив жінок в машину і возив містом, обираючи людне місце для виконання теракту. Ухваливши рішення висадити смертниць біля кафе «Піраміда» на Пушкінський площі, Межиєв почув по радіо новину про захоплення заручників, і, злякавшись, разом з жінками поїхав додому. 24 жовтня Абубакар зателефонував Межиєву з захопленого ДК і попросив пояснень. Межиєв пояснив, що теракт організувати неможливо, оскільки на вулицях забагато міліції, і запропонував відправити жінок додому. 25 жовтня він купив їм квитки і посадив на потяг Москва — Назрань.

### Виконання
Після вибуху біля «Макдоналдсу», через активізацію дій міліції і спецслужб було вирішено перенести дату захоплення заручників з 7 листопада на 23 жовтня. Того дня о 19:00 відбувся збір усієї групи в повній бойовій готовності поруч зі стоянкою міжнародних автобусів в Лужниках. На площі вже стояли червоний «Форд Транзит», червоний «Фольксваґен Каравела» і білий «Додж Рем 250». За годину терористи сіли в мікроавтобуси і поїхали у бік театрального центру на Дубровці.

## Перебіг подій

### Захоплення заручників
У середу, 23 жовтня 2002 року о 21:05 за московським часом, до будівлі Театрального центру на Дубровці за адресою: вулиця Мельникова, будинок 7 (раніше — Палац культури Державного підшипникового заводу) під'їхали три мікроавтобуси, з яких вибігли озброєні люди в камуфляжі і побігли до будівлі ДК. Знешкодивши 4-5 охоронців, озброєних електрошокерами і газовими пістолетами, основна частина групи вбігла до концертної зали, де в цей час закінчувалася перша сцена другої дії мюзиклу «Норд-Ост» і перебувало понад 800 людей. Інші члени групи почали перевіряти інші приміщення театрального центру, відправляючи в основну залу акторів, співробітників театру та інших громадян, які були в Домі культури, в тому числі і близько 30 учнів Школи ірландського танцю «Ірідан», котрі проводили репетицію в одному з приміщень ДК.
На сцену, де в цей час перебували вісім артистів, одягнених у військово-льотну форму зразка 1940-х років, вийшов озброєний автоматом чоловік і наказав акторами спуститися зі сцени до зали. У якості підтвердження серйозності своїх слів він зробив декілька пострілів вгору. За словами заручників, спочатку вони подумали, що озброєний чоловік в камуфляжі є частиною вистави. Терористи оголосили всіх людей — глядачів і співробітників театру — заручниками, але не висунули своїх вимог. Вони розосередилися по залу і почали його мінувати. Деяким заручникам дозволили телефонувати рідним і повідомляти про захоплення заручників, а також про те, що за кожного вбитого або пораненого бойовика терористи будуть розстрілювати по 10 заручників. Захопленим людям вдалося зв'язатися зі службами порятунку та російськими телеканалами. У перші хвилини захоплення деяким акторам і співробітникам Театрального центру вдалося сховатися в приміщеннях або залишити будівлю ДК через вікна і запасні виходи.
Зібрані у залі заручники тривалий час залишалися без їжі та води (терористи лише приносили їм знайдені в буфеті мінеральну воду, газовані напої, шоколадки, жувальну гумку).

### 23 жовтня
22:00 — До будівлі центру на Дубровці стягуються посилені наряди міліції, співробітники ОМОНу та СОБРу, а також керівництво столичного ГУВС. Також до будівлі прибувають журналісти Першого каналу, телеканалу «Росія», телекомпаній НТВ, ТВС, REN-TV. Про захоплення заручників в театральному центрі стає відомо Президентові Росії Володимиру Путіну. З'являється інформація, що будівлю театру захопив загін чеченських бойовиків на чолі з Мовсаром Бараєвим, серед терористів є жінки. Вони, називаючи себе «смертниками з 29-ї дивізії», оголошують, що не мають жодних претензій до іноземних громадян, які опинилися в заручниках (близько 75 осіб з 14 країн, у тому числі України, Австралії, Німеччини, Нідерландів, Грузії, Азербайджана, Великої Британії, США) і обіцяють їх відпустити. Починається перевірка документів, іноземців відсаджують на окремий ряд, щоб потім відпустити. Артистів мюзиклу розміщують на балконі, в центрі зали і на балконі розміщують два металевих балони — ресивери від «КамАЗу». Усередині кожного — 152-міліметровий артилерійський снаряд, обкладений пластитом.
Підполковник Костянтин Васильєв у військовій формі зі службовим посвідченням пройшов через оточення і, увійшовши до будівлі, вступив в перемовини з терористами, пропонуючи себе в обмін на заручників-дітей. Бойовики не повірили, що він прийшов сам, щоб запропонувати себе в якості заручника за інших, і розстріляли його. 26 жовтня 2002 року, після штурму театрального центру, тіло Васильєва з шістьма кульовими пораненнями знайшли в підвальному приміщенні.
23:05 — З захопленого ДК вдається втекти п'ятьом акторам, які були зачинені в гримерній кімнаті.
23:30 — До будівлі прибуває військова техніка, в той час з неї вдається втекти сімом членам технічної групи мюзиклу, які зуміли сховатися в монтажній кімнаті.

### 24 жовтня
00:00 — Будівлю Театрального центру на вулиці Мельникова повністю блоковано, оперативники намагаються встановити зв'язок з людьми, які захопили ДК. Терористи відпускають 15 дітей та ще декілька десятків людей, серед яких мусульмани, вагітні жінки та іноземці.
00:30 — Терористи вимагають припинення війни в Чечні і виведення російських військ.
02:00 — Депутат Державної Думи РФ від Чечні Асламбек Аслаханов проводить перемовини з командиром терористів, однак жодних домовленостей не було досягнуто.
03:50 — Терористи відпускають двох дітей шкільного віку.
05:30 — У будівлю Театрального центру проходить 26-річна Ольга Миколаївна Романова (13.05.1976 — 24.10.2002), яка заходить до зали і вступає в суперечку з Мовсаром Бараєвим. Її швидко допитують, виводять в коридор і вбивають трьома пострілами з автомата.
07:30 — До будівлі ДК прибувають іноземні дипломати.
08:00 — Станом на 08:00 терористи відпустили 41 людину.
10:20—12:50 — Терористи вимагають приїзду представників Червоного Хреста і організації «Лікарі без кордонів» задля ведення перемовин, але за умови, що серед представників цих організацій не буде росіян. Незабаром з'являється вимога про обов'язкову участь в перемовинах журналістки Ганни Політковської, політиків Бориса Нємцова, Ірини Хакамади та Григорія Явлінського.
13:16 — У будівлю театру заходять депутат Держдуми Йосип Кобзон, британський журналіст Марк Франкетті та два громадянина Швейцарії — представники організації «Червоний Хрест». За пів години Йосип Кобзон виводить з будівлі Любов Корнілову та трьох дітей: двох її доньок та одну чужу дитину, яку вона назвала своєю, щоб вивести з захопленого ДК, разом з ними виходить і Марк Франкетті. Далі виходять і двоє співробітників «Червоного Хреста», які за руки виводять чоловіка — громадянина Великої Британії.
15:35 — Йосип Кобзон та віце-спікерка Держдуми Ірина Хакамада входять в будівлю Театрального центру. Під час перемовин з ними терористи заявляють про готовність відпустити 50 заручників, якщо до них прийде глава адміністрації Чечні Ахмат Кадиров. За пів години Хакамада та Кобзон залишають будівлю ДК.
17:00 — У будівлю ДК заходять керівник відділу невідкладної хірургії та травми дитячого віку НДІ педіатрії Наукового центру здоров'я дітей РАМН Леонід Рошаль та йорданський лікар, доцент кафедри хірургії Академії імені Сеченова Анвар Ель-Саїд. За 15 хвилин вони виносять тіло вбитої Ольги Романової. Передавши тіло співробітникам «швидкої допомоги», вони повертаються в будівлю Театрального центру.
18:31 — Під час походу в туалет дві молоді жінки — Олена Зінов'єва та Світлана Кононова — вилазять через вікно на вулицю та тікають з захопленого театру. Терористи стріляють їм у слід з автоматів і двічі з підствольного гранатомета, але не влучають у них і завдають легкого поранення бійцю групи «Альфа», майору Костянтину Журавльову, який прикривав втікачок.
19:00 — Катарський телеканал «Аль-Джазіра» показує звернення Мовсара Бараєва, записане за декілька днів до захоплення заручників. На показаному відеозаписі він сидить в квартирі перед ноутбуком і говорить, що його група належить до «диверсійно-розвідувальної бригади праведних шахідів» і вимагає виводу російських військ з Чечні. Також на відеозаписі зняті п'ять жінок, одягнених у чорні накидки «абая» і чадру.
21:30 — За уточненою інформацією, з моменту захоплення заручників терористи відпустили 39 людей.
22:00 — Британському журналісту Марку Франкетті вдалося домовитися про інтерв'ю з терористами, яке він незабаром запише в захопленому театрі.
23:05 — У будівлю Театрального центру входить депутат Держдуми Григорій Явлінський і проводить 50-хвилинні перемовини з терористами.
23:15 — З будівлі виходять Леонід Рошаль та Анвар Ель-Саїд.

### 25 жовтня
00:10 — «Альфа» починає репетицію штурму театрального центру в ідентичній за плануванням будівлі — ДК «Меридіан».
01:30 — До будівлі входить Леонід Рошаль з двома коробками медикаментів (для балкона та партера) та мішком з гігієнічними засобами, які терористи дозволили передати заручникам. Разом з ним в будівлю входять кореспондент «НТВ» Сергій Дедух та оператор Антон Передельський. Вони записують інтерв'ю з терористами, Леонідом Рошалем та шістьма заручницями.
02:00 — З будівлі виходить Леонід Рошаль.
05:30—06:30 — Терористи відпускають сім заручників, в тому числі і вагітну Оксану Ігнатовську.
08:00 — У будівлі ДК відбувається прорив теплотраси, через що гарячою водою заливає нижні поверхи театру. Терористи називають це провокацією, проте офіційний представник штабу зі звільнення заручників спростовує цю версію.
08:30 — Родичі заручників організовують мітинг поблизу захопленого ДК з вимогою припинити війну в Чечні.
12:00 — Мітинг родичів заручників починається на Васильєвському спуску. За вимогою терористів, вони мають провести мітинг на Красній площі, і тоді з заручників відпустять всіх дітей. Однак міліція не пропускає мітингувальників, а деяких з них затримують та везуть у відділок.
12:34 — Представники «Червоного Хреста» виводять з захопленого театру вісім дітей віком від 6 до 12 років.
14:50 — У будівлю Театрального центру проходять Леонід Рошаль та журналістка «Нової газети» Ганна Політковська, вони несуть заручникам три великих пакети з водою і засобами особистої гігієни.
15:30 — У Кремлі Президент Росії Володимир Путін проводить нараду з главами МВС та ФСБ, а також лідерами думських об'єднань. Директор ФСБ Микола Патрушев заявляє, що вони готові зберегти життя терористів, якщо вони відпустять всіх заручників.
17:00—17:20 — У Театральний центр по черзі заходять Сергій Говорухін (син режисера Станіслава Говорухіна), заступник головного редактора «Літературної газети» Дмитро Біловецький, депутат Держдуми Асламбек Аслаханов, глава Торгівельно-промислової палати Росії Євген Примаков, колишній Президент Інгушетії Руслан Аушев, два співробітники «Червоного Хреста». Вони передають заручникам воду та соки. Через Сергія Говорухіна вони передають, що відмовляються від ведення подальших перемовин. Контакт з терористами також встановила співачка Алла Пугачова.
18:10 — За усним розпорядженням Міністра друку Лесіна відключаються сайт «Еха Москви» та телеканал «Россия», оскільки, за його словами, вони «суворо порушують діюче законодавство про боротьбу з тероризмом та засоби масової інформації».
21:50 — Терористи відпускають ще чотирьох заручників, які є громадянами Азербайджану.
22:40 — Віктор Казанцев, повпред у Південному федеральному окрузі зв'язується з терористами і обіцяє їм прибути до захопленого театру вранці наступного дня задля перемовин.
23:22 — Через оточення до будівлі ДК проривається Геннадій Влах, у якого помилкова підозра, що у заручниках перебуває його син Роман. Коли чоловік, увійшовши до зали, зрозумів, що серед заручників немає його сина, терористи прийняли його за агента ФСБ, якого підіслали задля розвідування обстановки в ДК. Вони затримали чоловіка, вивели в коридор і розстріляли.
25 жовтня в телефонному інтерв'ю азербайджанській газеті «Дзеркало» один з терористів, який утримував заручників в ДК на Дубровці, заявив, що в організації теракту брав участь Аслан Масхадов.

### 26 жовтня
00:30—02:30 — В одного з заручників стається істерика, він з пляшкою кидається на терористку, яка сидить поруч з вибуховим пристроєм. Терористи починають стріляти в нього з автоматів, але промахуються і влучають в інших заручників — Тамару Старкову (в живіт) та Павла Захарова (в голову). Терористи просять заручників телефонувати рідним та викликати «швидку допомогу», пояснюючи телефоном, що це не навмисний розстріл заручників, і все трапилося випадково. «Швидка» прибуває за 40 хвилин, забирає винесених на перший поверх поранених заручників. Тамару Старкову вдається врятувати, Павло Захаров згодом помре в лікарні.

### Штурм
05:10 — Згасли прожектори, які освітлювали головний вхід в театр. Раніше терористи попереджали, що якщо світло буде вимкнено, вони почнуть розстріл заручників. До зали запустили присипляючий газ. Терористи та заручники спочатку прийняли газ за дим від пожежі, але згодом зрозуміли, що це не так.
05:30 — Біля ДК пролунали три вибухи та декілька автоматних черг. Після цього стрілянина припиняється. Спеціальні підрозділи «Альфа» та «Вимпел» починають перегрупування сил навколо Театрального центру. З'являється непідтверджена інформація про початок штурму будівлі. Заручники зв'язуються телефоном з телеканалами і радіостанціями та повідомляють їм про пущений до зали газ.
05:45 — Представники штабу повідомляють, що за останні дві години терористи вбили двох та поранили ще двох заручників.
06:20 — Лунає ще декілька вибухів, поновлюється стрілянина. Будівлю ДК успішно залишають двоє заручників.
06:30 — Офіційний представник ФСБ Сергій Ігнатченко повідомляє, що театральний центр перебуває під контролем спецслужб, Мовсар Бараєв та більша частина членів його групи знищені. Про жертви серед заручників не повідомляється.
06:30—06:45 — Через центральний вхід в будівлю вриваються співробітники МВС. До будівлі під'їжджають десятки машин МДС та «швидкої допомоги», автобуси.
06:45—07:00 — Рятувальники МДС та лікарі починають виводити заручників з будівлі, надавати їм медичну допомогу та ушпиталювати. Нерухомих людей кладуть прямо на ступені театру на спини, близько одне до одного або прямо одне на одного, через що більшість з них згодом помруть.
07:20 — Перший автобус з постраждалими від'їжджає від будівлі Театрального центру.
07:25 — Помічник Президента РФ Сергій Ястржембський офіційно заявляє про завершення операції зі звільнення заручників.
08:00 — Заступник міністра внутрішніх справ Володимир Васильєв повідомляє про результати штурму: 36 терористів знищені, більше 670 заручників вдалося врятувати, 67 заручників загинули.

### Наслідки штурму
08:00. Заступник голови МВС РФ Володимир Васильєв повідомляє про знищення 36 терористів, порятунок 750 заручників та смерть 67. Людей у непритомному стані розміщують в автобусах та везуть до лікарень. Продюсер мюзиклу Олександр Цекало заявляє, що заручники просто втомилися, а терористи сплять сном вічним.
Того ж дня в ФСБ РФ повідомили, що кількість знищених терористів сягнула 50 — 32 чоловіка і 18 жінок. Троє терористів були затримані.
Згодом прокурор Москви Михайло Авдюков заявив, що було вбито 40 терористів.
За даними газети «Московський комсомолець», серед затриманих терористів були Мовсар Бараєв, якого поранили, допитали та вбили, та жінка без «поясу шахіда», яка була не в залі і під час затримання прокусила спецназівцю руку.
Телевізійні канали показують мертвих терористок у глядацьких кріслах, великий балон в центрі зали, труп Мовсара Бараєва з раною в пахвинній ділянці та пляшку коньяку «Hennessy», яка стоїть в його руці. Телеканал НТВ показує і убитих терористкок-смертниць: більшість з них були вбиті пострілом в потилицю.
З приводу того, як у фундаментального ісламіста опинився алкоголь, існує декілька версій: за версією колишнього співробітника «Альфи», коньяк пили спецназівці, святкуючи таким чином десятиріччя з моменту заснування загону. Утім, загону на той момент було вже більше чверті століття. За версією одного з заручників, Олександра Шальнова, пляшки з коньяком взяли терористи, вилили алкоголь, наповнили пляшки водою та дали заручникам. За словами журналістки Ольги Романової, пляшку з буфету приніс Аркадій Мамонтов. Деякі учасники штурму назвали епізод із пляшкою певною внутрішньою традицією групи.
Допуск родичів до постраждалих в лікарні було заборонено. За даними газети «Комсомольська правда», попри заяви влади, списки доставлених заручників з'явилися не у всіх лікарнях.

## Використання газу під час штурму

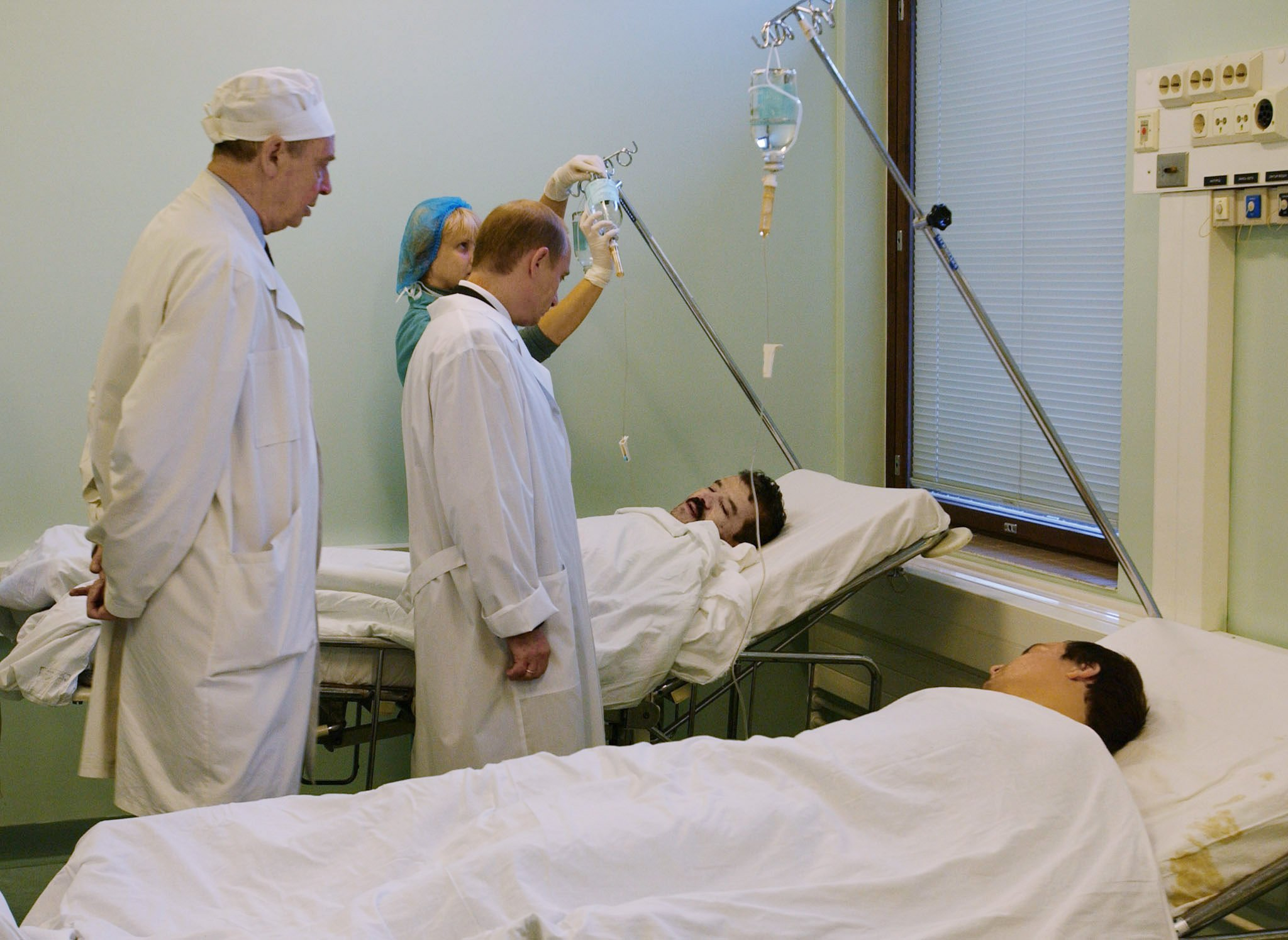
Президент Російської Федерації Володимир Путін відвідує жертв отруєння в театрі на Дубровці таємною хімічною зброєю, 26 жовтня 2002 року

Основним виправданням російської влади доцільності застосування під час штурму аерозолю психохімічної отруйної речовини була наявність у терористів зброї та вибухівки, у наслідку детонації яких могли загинути усі заручники. Запущений в будівлю газ подіяв не на всіх: деякі заручники залишилися при тямі, а частина бойовиків відстрілювалися протягом 20 хвилин, однак вибуху не сталося.
Головна мішень для застосованих інкапаситантів — близько 40 молодих і порівняно здорових бойовиків, котрі перебували серед кількох сотень заручників різного віку (від дітей до літніх осіб), стану здоров'я (серед заручників були люди в різних групах ризику з хронічними хворобами) виснажених тривалим перебуванням у стресовій ситуації. При цьому, гарантувати рівномірну концентрацію аерозолю в залі було неможливо. На додачу, терапевтичний діапазон деяких похідних фентанілу (зокрема, карфентанілу) — дуже вузький, летальна доза може становити від 20 мікрограмів та наближатись до летальності отруйної речовини VX.
Попри те, медичні служби про початок операції попереджені не були, шляхи під'їзду від припаркованих автомобілів розчищені не були. Карети швидкої допомоги змогли дістатись місця подій лише через півтори години після початку операції. Протягом 8 годин влада категорично заперечувала використання хімічних речовин, а навіть визнавши — не розкрила ані складу, ані протоколу лікування постраждалих. Лише група військових медиків мала з собою неспецифічний антидот, який виявився ефективним проти застосованої суміші отруйних речовин — налоксон. Оскільки цивільних медиків швидкої допомоги та лікарів у лікарнях, куди були терміново доправлені постраждалі про застосовану отруйну речовину не повідомили, спеціалізована допомога майже не надавалась.
Лише через кілька діб, під тиском зовнішніх обставин (серед постраждалих була певна кількість іноземців, яких оперативно доправили до Німеччини, де їм була надана кваліфікована допомога та взяті зразки для хімічних аналізів), під час прес-конференції 30 жовтня 2002 року міністр охорони здоров'я РФ Юрій Шевченко заявив: «Для нейтралізації терористів був застосований склад на основі похідних фентанілу». У офіційній заяві ФСБ також зазначалося, що на Дубровці застосовувалася «спецрецептура на основі похідних фентанілу». Основною причиною смерті великої кількості заручників називається «загострення хронічних захворювань».
Спеціалісти з лабораторії наукових та технологічних основ безпеки в Солсбері (Велика Британія) з'ясували, що до складу аерозолю входило два анестетика — карфентаніл та реміфентаніл, однак текст дослідження опублікували лише у 2012 році. Дослідження однак не змогло встановити пропорції та склад суміші. Вважається, що концентрація газу перевищувала норму у п'ять разів. Точний склад застосованої отруйної речовини залишається невідомим.
Ані фентаніл, ані його похідні Росія в ОЗХЗ як засіб боротьби з масовими заворушеннями не декларувала, до спецзасобів, дозволених до застосування згідно з законом «О милиции» російської федерації такі хімікати не належали. В 2018 році Наукова Рада при Організації із заборони хімічної зброї (ОЗХЗ) прибрала фентаніл та його похідні зі списку засобів боротьби з масовими заворушеннями (як і всі хімікати з впливом на центральну нервову систему взагалі). У 2021 році ОЗХЗ визнала фентаніл та його похідні у формі аерозолів хімічною зброєю, неприйнятною для застосування у правоохоронній діяльності.

## Наслідки

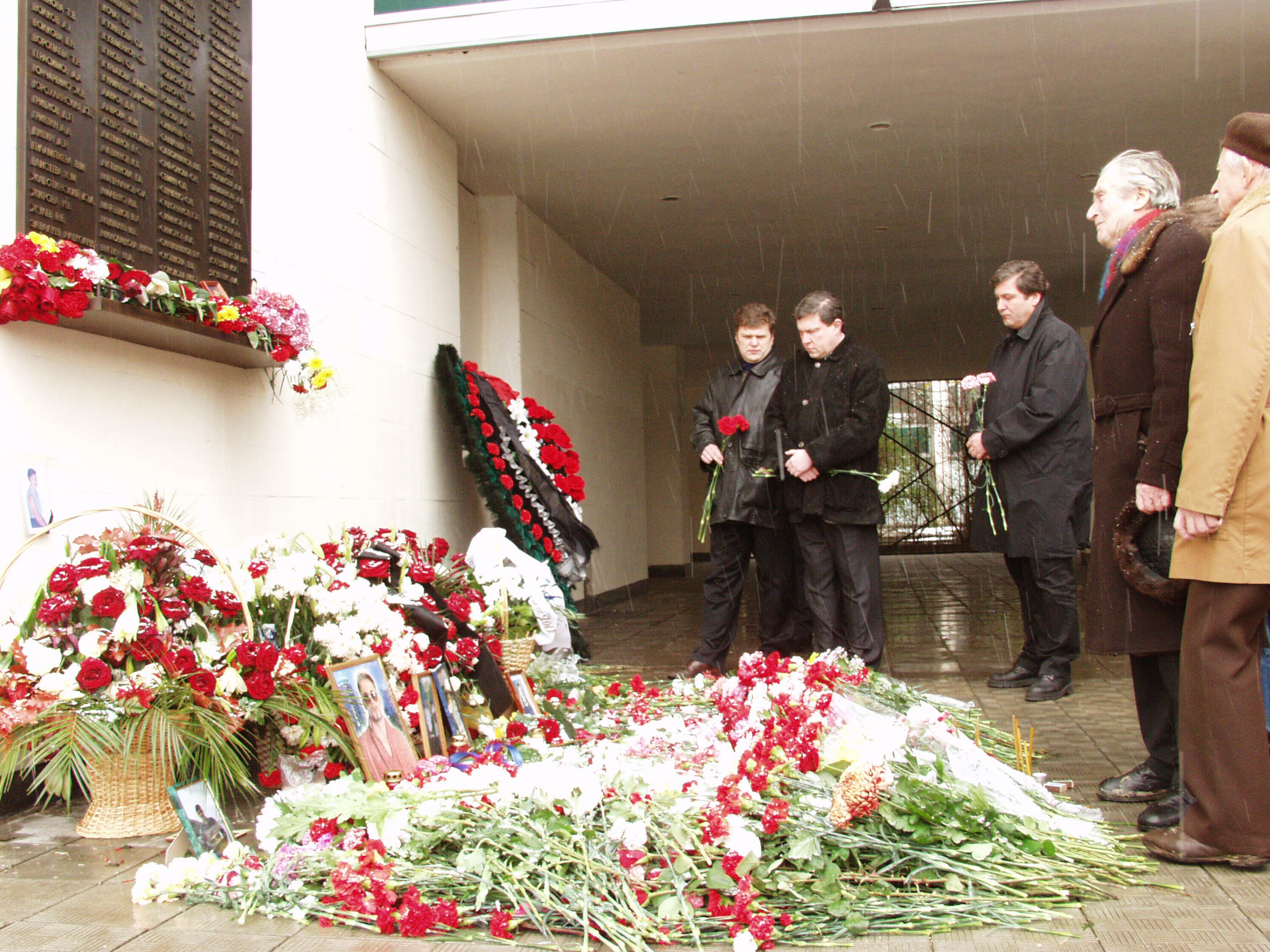
Г. Явлинський, С. Іваненко та С. Митрохін поклали вінок біля меморіальної дошки на Дубровці.

### Загиблі
Загалом, за офіційними даними, загинули 130 заручників, а за даними громадської організації «Норд-Ост» — 174 заручники. Серед загиблих 10 дітей.
З команди «Норд-Осту» загинули 17 людей, у тому числі двоє акторів групи, які грали головних героїв у дитинстві — 13-річний Арсеній Куриленко та 14-річна Христина Курбатова, 9 людей з оркестру, 4 людей зі служби залу, 1 продавець сувенірної продукції. Також загинув Олександр Карпов — письменник, бард, перекладач, художник, автор перекладів з англійської мови художньої літератури та мюзиклу «Чикаго».
Один з загиблих заручників, Павло Платонов, під час захоплення виходив на зв'язок телефоном зі спецслужбами, повідомляючи про кількість терористів, заручників, вибухівки. Ця інформація допомогла спецназівцям під час штурму, зокрема у збереження життів людей та спецназівців. Павла Платонова посмертно нагородили орденом Мужності.

### Зовнішні наслідки
Неназваний представник керівництва США заявив, що після теракту на Дубровці Аслан Масхадов повністю втратив легітимність і більше не має права претендувати на участь у мирному процесі.

## Слідство та судові процеси
- 22 листопада 2002 року Генпрокуратура РФ оголосила про причетність до теракту чеченців Мурдалова та братів Аліхана та Ах'яда Межиєвих, які були затримані того ж місяця за підрив автомобілю біля ресторану «Макдоналдс» 19 жовтня. Пізніше був затриманий лідер групи Асланбек Хасханов та його спільник Хампаш Собралієв. У 2004—2006 роках усі вони отримали від 15 до 22 років колонії суворого режиму[81].
- 12 лютого 2003 року Суддя Тверського районного суду Москви М. М. Горбачова відмовила в компенсації жертвам теракту[82].
- 22 жовтня 2003 року заочні обвинувачення були пред'явлені Шамілю Басаєву, Герихану Дудаєву та Хасану Закаєву. У пособництві терористам звинуватили Зелімхана Яндарбієва, який на той момент перебував в Катарі[81].
- 20 червня 2003 Московський міський суд визнав Заурбека Талхігова винним у пособництві тероризму та захопленню заручників в Домі культури на Дубровці та засудив його до 8,5 років позбавлення волі[83]. 9 вересня 2003 року Верховний суд РФ залишив в силі вирок Мосміськсуду. За словами самого Талхігова, він приїхав на Дубровку після того, як дізнався про захоплення заручників аби визволити жінок і дітей та був використаний ФСБ як посередник. Записи перемовин Талхігова з терористами, передані ним в ФСБ, були знищені[84].
- 12 лютого 2004 року Лефортовський суд Москви засудив до 7 років в'язниці майора міліції Ігоря Алямкина, який оформив реєстрацію в столиці чеченській терористці Луїзі Бакуєвій, яка брала участь у захопленні заручників[81].
- 20 грудня 2011 року Європейський суд з прав людини виніс постанову у справі «Фіногенів та інші проти Росії», щодо неадекватного планування рятувальної операції та відсутності діючого розслідування російською владою рятувальної операції та порушення статті 2 (про право на життя) ЄКПЛ та присудивши 64 постраждалим компенсацію загальною сумою 1,3 млн євро[59]. У рішенні російською владою використати газ, суд одноголосно не виявив порушень[85]. За повідомленням Російської служби новин, президент асоціації ветеранів «Альфа» повідомив про невдоволення рішенням ЄСПЛ[86]. Рішення суду було оскаржено частиною заявителів, але суд не став його передивлятися, і у 2012 році рішення вступило в закону силу[87].
- У червні 2007 року прокуратура Москви призупинила розслідування кримінальної справи у зв'язку з неможливістю встановити місцезнаходження Дудаєва та Закаєва[81].
- 15 жовтня 2012 року Слідчий комітет РФ відмовив у порушенні кримінальної справи стосовно посадових осіб, які відповідали за проведення спецоперації з порятунку заручників[59].
- 17 грудня 2014 року в Криму був заарештований 41-річний Хасан Закаєв, якого підозрювали у причетності до теракту. У зв'язку з цим слідство у справі було поновлено[88], у 2016 році в Москві відбулося перше судове засідання у справі Хасана Закаєва[89]. 21 березня 2017 року Закаєва було засуджено до 19 років колонії суворого режиму[90].

## Постраждалі
У результаті терористичного акту, за офіційною версією, загинули 130 осіб, за версією громадської організації «Норд-Ост» — 174 особи. Серед загиблих було 10 дітей. 5 осіб були застрелені до штурму, троє з них не були заручниками, 119 осіб померли після штурму в лікарнях. Серед загиблих було двоє громадян України.
Під час штурму використовувався спеціальний газ для приспання членів терористичної групи. 27 жовтня 2002 року головний лікар Москви Андрій Сельцовський заявив: «У чистому вигляді від використання таких спецзасобів не гинуть». За словами Сельцовського, дія спеціального газу лише погіршила низку згубних факторів, яким піддалися люди під час перебування в заручниках (стресова ситуація, гіподинамія, відсутність їжі і т. ін.).
Процес одужання від наслідків використання газу у багатьох заручників, що вижили, був довгим. У Тетяни Світлової, яка прийшла на мюзикл з 10-річним сином Олексієм (теж вижив), наприклад, тривалий час залишалася паралізованою ліва половина тіла.
30 жовтня 2002 року міністр охорони здоров'я РФ Юрій Шевченко повідомив, що під час штурму використовувався газ на основі похідних фентанілу. У грудні 2002 року Міністерство охорони здоров'я РФ відмовилося повідомляти дані про властивості газу, який наказала використовувати російська влада. Міністр охорони здоров'я РФ пояснив, що інформація, яка розголошує засоби та результати розвідувальної, контррозвідувальної та оперативно-розшукової діяльності є державною таємницею, а державними органами, які відносяться до держтаємниці, назвали Міноборони, ФСБ, ФСО, МВС, ФПС, ФАУЗІ, ФССП.
20 вересня 2003 року Президент РФ Володимир Путін під час зустрічі з журналістами повідомив, що люди загинули не від дії газу, а «стали жертвами низки обставин, таких як: зневоднення, хронічні захворювання, самого факту, що їм довелося залишатися в тій будівлі».

## Критика дій російської влади під час операції
Основними причинами критики дій російської влади колишніми заручниками є:
- відсутність забезпечення вчасної медичної допомоги заручникам під час штурму, внаслідок чого більшість з них загинули (причиною великої кількості загиблих вважається не тільки дія газу, а й погано організована евакуація заручників — через те, що людей клали на землю на спини, одне на одного, з нахилом голови вперед або назад, в людей перекривалися дихальні шляхи, що викликало асфіксію);
- відсутність організації розслідування обставин трагедії;
- сам факт використання паралізуючого присипляючого газу та відмова розголошувати його склад;
- відсутність реакції на вимоги терористів, відсутність представників влади на перемовинах, що наражало на небезпеку життя заручників (оскільки терористи погрожували, що почнуть розстріл заручників, якщо їхні вимоги не будуть виконані, або якщо ніхто з представників російської влади не прийде на перемовини).

Звинувачення ґрунтуються перш за все на тому, що військові так і не повідомили склад газу; що російська влада, намагаючись зняти з себе провину за трагедію, категорично заперечувала, що саме газова атака могла стати причиною смерті багатьох людей. У свідоцтвах про смерть, які були видані родичам загиблих, в графі «причина смерті» було поставлено прочерк.
Комітет Держдуми РФ з охорони здоров'я та з безпеки порушували питання про правомірність засекречування даних про газ, який використали під час штурму. Ініціатором запитів був депутат Державної Думи Сергій Юшенков.
Перед терактом російська влада неодноразово заявляла про ліквідацію Мовсара Бараєва. Декілька журналістів стверджували, що мають свідоцтва про арешти до теракту деяких терористів, які брали участь у захопленні заручників. За даними журналіста «Нової газети», напередодні захоплення російська влада володіла інформацією про можливий теракт.
Адвокат Ігор Трунов стверджував, що деяким терористам вдалося втекти з місця подій. Журналістка Юлія Юзік в своїй книзі «Наречені Аллаха» стверджувала, що за даними спецслужб та людей, пов'язаних з терактом, деяким терористам вдалося втекти; до їхнього числа вона віднесла Руслана Ельмурзаєва («Абубакара») та низку жінок-терористок, а саме Мадіну Дугаєву, Єсиру Віталієву та дружин Арбі Бараєва та Зелімхана Ахмадова. Також повідомлялося, що експертиза з ідентифікації тіла Абубакара показала суперечливі результати. Сергій Говорухін, яких приходив на перемовини до театру заявляв, що він переконаний у тому, що Ельмурзаєв до сих пір живий. У жовтні 2003 року з'явилася інформація, що Ельмурзаєв живий і перебуває в Чечні. Батько Мовсара Бараєва, Бухарі Бараєв, стверджував в інтерв'ю 2004 року, що частина загону вийшла з театру живими і повернулася в Чечню: «Я точно знаю, що частина бійців, серед яких була більшість наших жінок, повернулися до Чечні живими та здоровими і розповіли про подробиці того, що сталося під час проведення операції. Вони сьогодні перебувають у Чечні та продовжують священну справу щодо захисту своєї Батьківщини». Юлія Юзік писала, що живі учасники теракту поїхали до Азербайджану, так само як і родичі загиблих.
У червні 2003 року Олександр Літвіненко заявив в інтерв'ю австралійській телевізійній програмі Dateline, що двоє чеченських бойовиків, які брали участь в теракті, працювали на ФСБ, а агентство маніпулювало терористами, щоб вони влаштували напад. Літвіненко сказав: «Коли вони намагалися знайти їхні тіла серед трупів терористів, їх там не було. ФСБ витягла своїх агентів. Отже, агенти ФСБ серед чеченців організував усе це за наказом ФСБ, і цих агентів відпустили». Адвокат Михайло Трепашкін стверджував, що перед терактом Бараєв був помічений у Москві на місці зустрічі з людьми, які приїжджали автомобілями Адміністрації Президента РФ, а колишній сенатор Сергій Пугачов стверджував, що під час теракту МВС перехопило перемовини, у яких Абубакар отримував команди від співробітників ФСБ. Юлія Юзік зазначала, що Руслан Ельмурзаєв мав зв'язки з російськими спецслужбами і навіть був колишнім співробітником МВС. У своїй книзі вона писала, що за операцією стояли серйозні і впливові люди з Москви, які цією операцією планували «полякати» російську владу та змусити піти на перемовини, а насправді вбивати і підривати вони нікого не планують. Правдивість своїх слів Юзік підтверджує матеріалами від ФСБ, МВС та РВВД.
Юлія Юзік також стверджувала, що справжнім керівником групи був не Мовсар Бараєв, а його заступник Абубакар. За словами Юзік, Бараєва використовували як керівника групи через його гучне прізвище та спорідненість з Арбі Бараєвим, а справжнім командиром групи був Ельмурзаєв. Це підтверджує інтерв'ю, яке Бараєв та Абубакар давали НТВ. На ньому Ельмурзаєв підказує Мовсару відповіді на запитання кореспондента, наприклад про те, за чиїм наказом діє їхня група. Тієї ж версії дотримуються і польський журналіст Анджей Зауха та російська журналістка Санобар Шерматова.
За декілька годин до штурму журналіст Вадим Речкалов написав, що джерело в правоохоронних органах Чечні передало йому перелік учасників захоплення заручників, який Речкалов пізніше назвав попереднім, до якого входив Ханпаши Теркибаєв. За декілька хвилин до цього від імені Теркибаєва була опублікована пропозиція обміняти себе на заручників зі вказівкою азербайджанського номеру телефону. Він стверджував, що у березні 2002 року сам був заручником у Кадирова. За словами Віктора Рабаєва, Теркибаєв був викуплений Маліком Сайдуллаєвим. У квітні 2003 року Олександр Літвіненко повідомив, що Теркибаєв є агентом ФСБ, причетний до теракту на Дубровці та знаходиться в Москві в оточенні Сайдуллаєва. Згідно з інтерв'ю, яке було опубліковано журналісткою Ганною Політковською, Теркибаєв визнав свою участь в захопленні театру, заперечував наявність у терористів вибухівки (про це також писала в своїй книзі Юлія Юзік) та стверджував, що має зв'язки в Адміністрації президента РФ. Пізніше Теркибаєв заявив, що жодного відношення до теракту на Дубровці не має. За словами Апті Баталова, його приятель був завербований ФСБ за допомогою Теркибаєва задля захоплення одного з урядових установ Москви. За словами Івана Рибкіна, Теркибаєв говорив, що перевів загін Бараєва з Думи на Дубровку. Також повідомлялося, що під час захоплення заручників Теркибаєв організував телефонні перемовини Мовсара Бараєва з Зелімханом Яндарбієвим, якого пізніше російська влада звинуватила у причетності до теракту. Журналісти газети «Московські новини» писали, що Теркибаєв протягом декількох років займався антиваххабітською діяльністю, а отже не міг був в групі Бараєва. Чеченський політик Іса Теміров стверджував, що під час теракту Теркибаєв перебував в Баку. За словами Політковської та В'ячеслава Ізмайлова, офіційне слідство проігнорувало прохання журналістів допитати Теркибаєва, а вже за пів року після інтерв'ю Теркибаєв загинув в автокатастрофі. Ахмед Закаєв заявив, що у 2001 році інформація про роботу Теркибаєва на російську спецслужбу стала причиною усунення його від посади повпреда Масхадова. Після вбивства Політковської у 2006 році Речкалов написав, що Політковська зустрічалася з Закаєвим та обговорювала питання про те, щоб виставити Теркибаєва співробітником російських спецслужб, які готували теракт на Дубровці.
У листопаді 2002 року був заарештований майор ГРУ у відставці Арман Менкеєв, фахівець з виготовлення вибухових пристроїв. Його заарештували на базі, яка, ймовірно, використовувалася терористами, але незабаром після цього він був звільнений. Пізніше він, можливо, був повторно заарештований, але не був звинувачений у злочині та, очевидно, не перебував під вартою. З'явилася інформація, що вибухівка, яку використовували терористи, насправді була «імітацією вибухівки», яка мала «походження від Міністерства оборони». У прокуратурі Москви заявили, що джерелом цих матеріалів міг бути Менкеєв. Крім двох поясів смертників, які становили більшу небезпеку для тих, хто їх носив, бомби, розміщені в театрі (та в інших місцях Москви до захоплення «Норд-Осту»), не мали таких основних елементів, як батареї, тобто не могли спрацювати, що створило необхідні умови для успішного штурму театру.
За даними кореспондента «Нової газети» Сергія Соколова, після штурму ДК одна жінка в цивільному одязі з білою пов'язкою на руці застрелила пораненого чоловіка в наручниках, але проведена експертиза відеозапису нібито спростувала цей факт.

## Реакція

### ООН
24 жовтня було ухвалено Резолюцію Ради Безпеки ООН 1440, яка засуджувала теракт, висловлювала співчуття постраждалим та вимагала безумовного визволення заручників.

### Росія
У телевізійному зверненні 26 жовтня 2002 року Володимир Путін подякував правоохоронцям за порятунок сотень заручників і попросив вибачення за те, що не вдалося врятувати інших. 28 жовтня 2002 року він оголосив днем жалоби за загиблими заручниками.
29 квітня 2011 року в пам'ять жертв теракту був закладений православний храм святих рівноапостольних Мефодія та Кирила, вчителів Словенських, на Дубровці (вул. Мельникова, буд. 7). Архітектор — Андрій Оболенський. Центральний престол храму освячено на честь святих рівноапостольних Мефодія та Кирила, правий — на честь Іверської ікони Божої Матері, лівий — в ім'я святого равноапостольного великого князя Володимира.

### Чеченська республіка
Попри заяви російської влади про причетність вищого керівництва Чеченської республіки до організації теракту, президент Аслан Масхадов заперечував свою причетність до захоплення заручників і говорив, що ніхто не узгоджував із ним проведення теракту, а також засуджував терор як метод досягнення своїх цілей. Також він приніс співчуття усім загиблим та заявив про намір проводити своє власне розслідування щодо захоплення заручників.

### США
У репортажі американського телеканалу CNN терористів назвали «чеченськими дисидентами».

### Арабський світ
У зверненні, яке було показано 12 листопада на телеканалі «Аль-Джазіра», лідер міжнародної терористичної організації «Аль-Каїда» Осама бен Ладен схвалив захоплення заручників на Дубровці, а також теракти в Індонезії, Ємені та Кувейті.
Президент Іраку Саддам Хусейн засудив теракт, назвавши «нерозумними» прагнення чеченських політиків до розриву з Росією, і заявив, що чеченські терористи своїми діями «підірвали довіру до ісламу», чим обов'язково скористуються США та країни Європи.

## У масовій культурі

### Кінематограф
- Американський документальний фільм «Московська облога»;
- Документальний фільм «Трагедія на Дубровці»;
- Документальний фільм Катерини Гордеєвої «Норд-Ост. 17 років»;
- Документальний фільм на 4 серії «Норд-Ост» в рамках документального циклу «Засновано на реальних подіях» телекомпанії НТВ;
- Художній фільм «Конференція» Івана Твердовського;
- Художній фільм «Останнє випробування» Олексія Петрухіна;
- Документальний фільм «По той бік Норд-Осту»;
- Документальний фільм з циклу «Цілком таємно»;
- Документальне розслідування «Норд-Ост. Трагедія на Дубровці»;
- П'ята серія з циклу «Чеченський капкан» — «Від Норд-Осту до Беслана»;
- Документальний фільм «„Норд-Ост“, 11 ряд або Щоденник з того світу»;
- Документальний фільм «Арсеній + Христина».

### Музика
- Дельфін — «26.10.2002»;
- Рок-гурт «Детонация» — «Террор»;
- Дмитро Полторацький — «Волкодавы»;
- Йосип Кобзон — «Памяти жертв „Норд-Оста“»;
- Рок-гурт «Коловрат» — «Три чёрных дня октября»;
- Рок-гурт «Ария» — «Патриот»;
- Рок-гурт «Маврин» — «Дорога в рай»;
- Рок-гурт «Мёртвые художники» — «Заложник» («Сондра»);
- Рустам Неврединов — «Вы Россию несли на руках!»;
- Рок-гурт «Тестостерон» — «Норд-Ост»;
- Рок-гурт «Порнофильмы» — «Это пройдёт»;
- Рок-гурт «Шумные и угрожающие выходки» — «Джохар»;
- Хардкор-гурт «От юности моея» — «Северо-восток»;
- Юрій Хованський — «Норд-Ост».